# Omar Menéndez
Héctor Omar Menéndez San Lucas (Puerto López, 26 de junio de 1981-Puerto López, 4 de febrero de 2023) fue un administrador de empresas, empresario, activista y político ecuatoriano. Fue elegido alcalde de Puerto López por medio de un proceso electoral en 2023, pero murió asesinado antes de asumir el cargo.

## Biografía
Héctor Omar nació el 26 de junio de 1981, en la ciudad ecuatoriana de Puerto López.
Comenzó a trabajar en su juventud, con su padre, que lo involucró en cultivos de ciclo corto. Esto lo había ayudado a emprender luego en otras actividades.
Vivió un tiempo en Guayaquil, donde realizó sus estudios universitarios y trabajó como cajero en un banco. A su regreso a su ciudad natal, abrió una empresa de tecnología y telecomunicaciones. Dirigió la empresa familiar durante 15 años, la cual se desligó para participar en los comicios de 2023.
Fue director del colectivo Unidos Nos Reactivamos, y como activista había generado proyectos sociales.
Se casó con Génesis Gonzáles, con quien tuvo dos hijos.

### Candidatura y asesinato
En agosto de 2022, fue elegido como candidato por el movimiento político Revolución Ciudadana, para ocupar la Alcaldía de Puerto López , en las elecciones seccionales de 2023.
Sus propuestas estaban ligadas a la seguridad y al desarrollo de las industrias. Durante la campaña, Menéndez había denunciado una persecución contra su empresa familiar.
El 4 de febrero de 2023, en horas de la noche, Menéndez fue asesinado por hombres armados en una zona comercial de la ciudad. En el ataque también murió un adolescente de 16 años y otras dos personas resultaron heridas. La Policía Nacional dio a conocer que "él ya tenía una denuncia puesta por intimidación”, y que en días pasados habría recibido llamadas extorsivas.
Un día después, se realizaron las elecciones de 2023, donde fue elegido como el alcalde de Puerto López por liderar el escrutinio de la votación con el 46.22 % de los votos. Ese mismo día, el movimiento Revolución Ciudadana dio a conocer que Véronica Lucas Marcillo, sería su reemplazo como alcaldesa electa.
Su sepelio se realizó en el barrio Miraflores, donde estuvieron familiares y ciudadanos de la ciudad. El 6 del mismo mes, fue enterrado en el cementerio de Puerto López.